# Белмонте (парафія)
Белмонте (порт. Belmonte; МФА: [bɛɫ.ˈmõ.tɨ]) — парафія в Португалії, у муніципалітеті Белмонте. Розташована в східній частині країни, на теренах історичної португальської провінції Бейра. Входить до складу округу Каштелу-Бранку. За адміністративним поділом, чинним до 1976 року, терени парафії були складовою провінції Нижня Бейра. Належить до Порталегрівсько-Каштелу-Бранківської діоцезії Католицької церкви. Патрон — святий Яків. Площа — 30,9050 км². Населення — 3183 ос. (2011). Слабо урбанізований регіон. Густота населення — 102,99 осіб/км²
. Код — 050101.

## Населення
| Кількість мешканців | Кількість мешканців | Кількість мешканців | Кількість мешканців | Кількість мешканців | Кількість мешканців | Кількість мешканців | Кількість мешканців | Кількість мешканців | Кількість мешканців | Кількість мешканців | Кількість мешканців | Кількість мешканців | Кількість мешканців | Кількість мешканців |
| ------------------- | ------------------- | ------------------- | ------------------- | ------------------- | ------------------- | ------------------- | ------------------- | ------------------- | ------------------- | ------------------- | ------------------- | ------------------- | ------------------- | ------------------- |
| 1864                | 1878                | 1890                | 1900                | 1911                | 1920                | 1930                | 1940                | 1950                | 1960                | 1970                | 1981                | 1991                | 2001                | 2011                |
| 1 773               | 1 875               | 2 084               | 2 376               | 2 768               | 2 745               | 3 258               | 3 947               | 3 005               | 2 827               | 2 293               | 2 503               | 3 046               | 3 227               | 3 183               |